# The Beach Boys Today!
The Beach Boys Today! é o oitavo álbum de estúdio da banda de rock americana The Beach Boys, e o primeiro de três lançados em 1965. The Beach Boys Today! marcou o começo de grandes mudanças na banda,, em particular, na vida pessoal do líder Brian Wilson.
Após Pet Sounds, o álbum é provavelmente o mais aclamado da carreira dos Beach Boys. O álbum inclui a versão original do sucesso clássico, "Help Me, Rhonda" (intitulado neste álbum como "Help Me, Ronda"). 
Em 1965, The Beach Boys Today! (Capitol (D) T 2269) bateu # 4 nos Estados Unidos durante 50 semanas.  Chegou a # 6  no Reino Unido, no Verão de 1966.

## História
No final de um ano particularmente estressante (1964, ano em que os Beach Boys lançaram quatro álbuns em doze meses), Brian Wilson começou a pensar e trabalhar em dois compactos que viriam a fazer parte de The Beach Boys Today! : "When I Grow Up (To Be a Man)" e "Dance, Dance, Dance". Na ocasião, Brian era o líder da banda. Compositor da grande maioria das músicas, arranjador e produtor dos albuns e singles, Brian era o integrante dos Beach Boys que mais sentia a responsabilidade de manter sua relevância artística e comercial. Com o sucesso dos Beatles e outras bandas inglesas cada vez maior nos Estados Unidos, Brian começou a trabalhar duro em busca do auge criativo. Em 23 de dezembro de 1964, o artista teve um colapso nervoso devido à tensão, enquanto excursionava com a banda e percebeu que algo não ia bem.
Embora a maior parte de The Beach Boys Today! tenha sido gravada em Janeiro de 1965, ele informou ao resto da banda que queria ficar no estúdio e criar suas músicas, enquanto os rapazes saiam em turnê.  A banda concordou relutantemente e, após uma breve aliança com Glen Campbell no lugar de Wilson, Bruce Johnston, um músico (e ex-parceiro, com Terry Melcher do The Ripchords) e grande admirador da banda, tornou-se o baixista dos Beach Boys em Abril de 1965.
Muitos consideram que este álbum marca o início da maturação artística de Brian Wilson, que teria seu auge no disco Pet Sounds, de 1966, e nas gravações do abortado álbum Smile.
O álbum é famoso por ter um lado de músicas alegres, como eles costumavam fazer, porém mais sofisticadas e maduras, e um segundo lado de baladas melancólicas.  . A faixa de abertura do disco, "Do You Wanna Dance?" (uma versão para o clássico do compositor Bobby Freeman), se difere bem da antiga fórmula do grupo. Ela contém alguns elementos sinfônicos no arranjo como tímpano e tem o baterista Dennis Wilson no vocal principal.
No entanto, a mudança no estilo pareceu ter pouco efeito prejudicial no que diz respeito à vendagem; The Beach Boys Today! foi # 4 nos Estados Unidos, e no ano seguinte alcançou # 6 no Reino Unido. Em 2003, o álbum foi classificado número 270 na lista dos 500 maiores álbuns de todos os tempos, da revista "Rolling Stone".

## Faixas
Todas as músicas são de Brian Wilson/Mike Love, execeto onde indicado. 

### Lado A
1. "Do You Wanna Dance?" (Bobby Freeman) – 2:19
  - Dennis Wilson nos vocais
2. "Good to My Baby" – 2:16
  - Brian Wilson e Mike Love nos vocais
3. "Don't Hurt My Little Sister" – 2:07
  - Mike Love e Brian Wilson nos vocais
4. "When I Grow Up (To Be a Man" – 2:01
  - Mike Love e Brian Wilson nos vocais
5. "Help Me, Ronda" – 3:08
  - Al Jardine no vocal principal; esta é a versão original. Brian Wilson fez um arranjo diferente, mudou a grafia do seu nome para "Rhonda", e a lançou como compacto e no álbum Summer Days(and Summer Nights!!)
6. "Dance, Dance, Dance" (Brian Wilson/Carl Wilson/Mike Love) – 1:59
  - Mike Love e Brian Wilson nos vocais

### Lado B
1. "Please Let Me Wonder" – 2:45
  - Brian Wilson e Mike Love nos vocais
2. "I'm So Young" (William H. Tyrus Jr.) – 2:30
  - Brian Wilson nos vocais
3. "Kiss Me, Baby" – 2:35
  - Mike Love e Brian Wilson nos vocais
4. "She Knows Me Too Well" – 2:27
  - Brian Wilson nos vocais
5. "In the Back of My Mind" – 2:07
  - Dennis Wilson nos vocais
6. "Bull Session with the "Big Daddy" (Brian Wilson/Carl Wilson/Mike Love/Al Jardine) – 2:10
  - Group interview with Earl Leaf. Marilyn Wilson também aparece brevemente e Alan Jardine está ausente.

### Compactos
- "When I Grow Up" b/w "She Knows Me Too Well" (Capitol 5245), 17 Agosto de1964 US #9 ; UK #27
- "Dance, Dance, Dance" b/w "The Warmth of the Sun" (from Shut Down Volume 2) (Capitol 5306), 26 Outubro de 1964  US #8; UK #24
- "Do You Wanna Dance?" b/w "Please Let Me Wonder" (Capitol 5372),  8 Fevereiro de 1965 US #12 ("Please Let Me Wonder" US #52)
- "Kiss Me, Baby" featured as the B-side to "Help Me, Rhonda"